# Christoph Wahrstötter
Christoph Wahrstötter (* 18. Oktober 1989 in Kitzbühel) ist ein österreichischer Freestyle-Skier. Er startet in der Disziplin Skicross.

## Werdegang
Wahrstötter, der für den SK Hopfgarten startet, begann seine Sportkarriere als alpiner Skirennläufer. Dabei trat er von 2006 bis 2007 bei FIS-Rennen an. Sein erstes Europacuprennen in der Disziplin Skicross absolvierte er im Januar 2008 in Zweisimmen und belegte dabei den 37. Platz. Im Freestyle-Skiing-Weltcup debütierte er im Januar 2010 in St. Johann in Tirol und fuhr dabei auf den 70. Platz. Bei den Weltmeisterschaften 2011 in Deer Valley gelang ihm der 27. Platz. Im Januar 2012 kam er mit dem neunten Platz in St. Johann in Tirol erstmals im Weltcup unter die ersten Zehn. Bei den Weltmeisterschaften 2013 in Voss belegte er den 36. Platz. Im März 2013 wurde er österreichischer Skicross-Meister.
In der Saison 2013/14 kam Wahrstötter bei elf Weltcupteilnahmen viermal unter die ersten Zehn. Dabei erreichte er beim letzten Weltcup der Saison in La Plagne mit dem zweiten Platz erstmals eine Podestplatzierung und beendete die Saison auf dem zehnten Platz des Skicross-Weltcups. Beim Saisonhöhepunkt, den Olympischen Winterspielen 2014 in Sotschi, fuhr er auf den 20. Platz. In der Weltcupsaison 2015/16 erreichte er zwei Top-10-Platzierungen, darunter Platz 3 in Idre. In der folgenden Saison 2016/17 kam er im Weltcup siebenmal unter die ersten Zehn, darunter Platz 2 in Innichen. Beim Saisonhöhepunkt, den Weltmeisterschaften 2017 in der Sierra Nevada, verpasste er knapp den Finaleinzug und wurde Fünfter. Die Saison beendete er auf dem 7. Platz des Skicross-Weltcups.

## Erfolge

### Olympische Spiele
- Sotschi 2014: 20. Skicross

### Weltmeisterschaften
- Deer Valley 2011: 27. Skicross
- Voss 2013: 36. Skicross
- Sierra Nevada 2017: 5. Skicross

### Weltcup
Wahrstötter errang im Weltcup bisher 5 Podestplätze.
Weltcupwertungen:
| Saison  | Gesamt | Gesamt | Skicross | Skicross |
| Saison  | Platz  | Punkte | Platz    | Punkte   |
| ------- | ------ | ------ | -------- | -------- |
| 2010/11 | 133.   | 3      | 39.      | 36       |
| 2011/12 | 119.   | 6      | 31.      | 61       |
| 2012/13 | 177.   | 4      | 36.      | 45       |
| 2013/14 | 44.    | 23     | 10.      | 257      |
| 2015/16 | 69.    | 14,42  | 21.      | 173      |
| 2016/17 | 40.    | 26,21  | 7.       | 367      |
| 2017/18 | 62.    | 20,90  | 14.      | 209      |
| 2018/19 | 138.   | 7,64   | 29.      | 84       |
| 2019/20 | 145.   | 8,27   | 33.      | 91       |

### Weitere Erfolge
- Österreichischer Skicross-Meister 2013